# Metacirolana anocula
Metacirolana anocula är en kräftdjursart som först beskrevs av Brian Frederick Kensley1984.  Metacirolana anocula ingår i släktet Metacirolana och familjen Cirolanidae. Inga underarter finns listade i Catalogue of Life.